# Трофей на Северна Ирландия
Трофея на Северна Ирландия (на английски: Northern Ireland Trophy) е професионално състезание по снукър. Състезанието е проведено за пръв път през спортния сезон 2005/2006 и представлява турнир с покани. През 2005 г. за участие в състезанието са поканени 20 играчи на снукър.
Трофея на Северна Ирландия е първото професионално състезание по снукър, което се провежда в Северна Ирландия и е част от програмата за популяризирането на спорта по нови места. Турнира е първото събитие през спортния сезон и се провежда в Белфаст в средата на месец август. През 2005 г. турнира има награден фонд на стойност 32 500 паунда като наградата за победителя в състезанието е 13 500 паунда.
През сезон 2006/2007 Трофея на Северна Ирландия е включен в световната ранкинг система и вече спрямо представянето си играчите получават точки за световната ранглиста. За 2006 г. наградният фонд на състезанието е 200 500 паунда, а наградата за победителя – 30 000 паунда. Наградата за играча постигнал най-големия брейк на турнира е 2000 паунда.

## Победители
| Година          | Победител       | Опонент         | Краен резултат  | Сезон           |
| Турнир с покани | Турнир с покани | Турнир с покани | Турнир с покани | Турнир с покани |
| --------------- | --------------- | --------------- | --------------- | --------------- |
| 2005            | Матю Стивънс    | Стивън Хендри   | 9 – 7           | 2005/06         |
| Ранкинг турнир  |                 |                 |                 |                 |
| 2006            | Дин Джънхуй     | Рони О'Съливан  | 9 – 6           | 2006/07         |
| 2007            | Стивън Магуайър | Фъргъл О'Брайън | 9 – 5           | 2007/08         |
| 2008            | Рони О'Съливан  | Дейв Харолд     | 9 – 3           | 2008/09         |